# Forêt de Rospa-Sorba
La forêt de Rospa-Sorba  est un massif forestier de Haute-Corse, au centre de l'île. Elle occupe une superficie de 766 hectares. C'est une forêt territoriale, propriété de la Collectivité territoriale de Corse.

## Géographie

### Situation
La forêt de Rospa-Sorba s'étend sur les territoires de cinq communes de l'ancien canton de Vezzani : Noceta (46,754 3 ha), Rospigliani (28,485 2 ha), Muracciole (254,607 4 ha), Vezzani (360,345 4 ha) et Pietroso (13,280 0 ha), et d'une commune du Fiumorbo : Ghisoni (71,580 0 ha), soit une superficie totale de 766 ha.
Elle se situe en partie dans le parc naturel régional de Corse dont elle occupe 463 ha, à une jonction de la Corse hercynienne et alpine.

### Relief
La forêt couvre en majeure partie les versants septentrionaux d'une ligne de crête au nord-est du massif du Renoso, en forme de "V" renversé, sur les hauteurs de Vezzani, entre Punta Chiova (1 465 m) à l'ouest, et un point à (1 239 m) d'altitude, un peu au nord de la Pointe de Prunicciosa (1 243 m), à l'est. Le reste se situe sur les hauteurs des versants méridionaux au nord-est de la ligne de crête, soit sur le territoire de Ghisoni.
La forêt de Rospa-Sorba s'étend entre 930 m dans sa partie orientale, et 1 565 m d'altitude à Punta Muro (« à cheval » sur Muracciole et Ghisoni), à l'ouest sur la ligne de crête.
Les deux principaux sommets du massif sont Punta Muro (1 565 m) et Punta Paglia (1 528 m). Vus depuis le Venacais, ils sont remarquables par leur silhouette aux formes arrondies, telles les deux bosses d'un chameau, car revêtus dun manteau forestier.  

### Hydrographie
Plusieurs ruisseaux prennent naissance sous la ligne de crête précitée, tels les ruisseaux de Forcaticcio (ou de Santa Maria en amont) et ruisseau de Cardiglione (en amont Grado), affluents du Vecchio, le Tagnone et son affluent, le ruisseau de Santa Maria.

### Accès

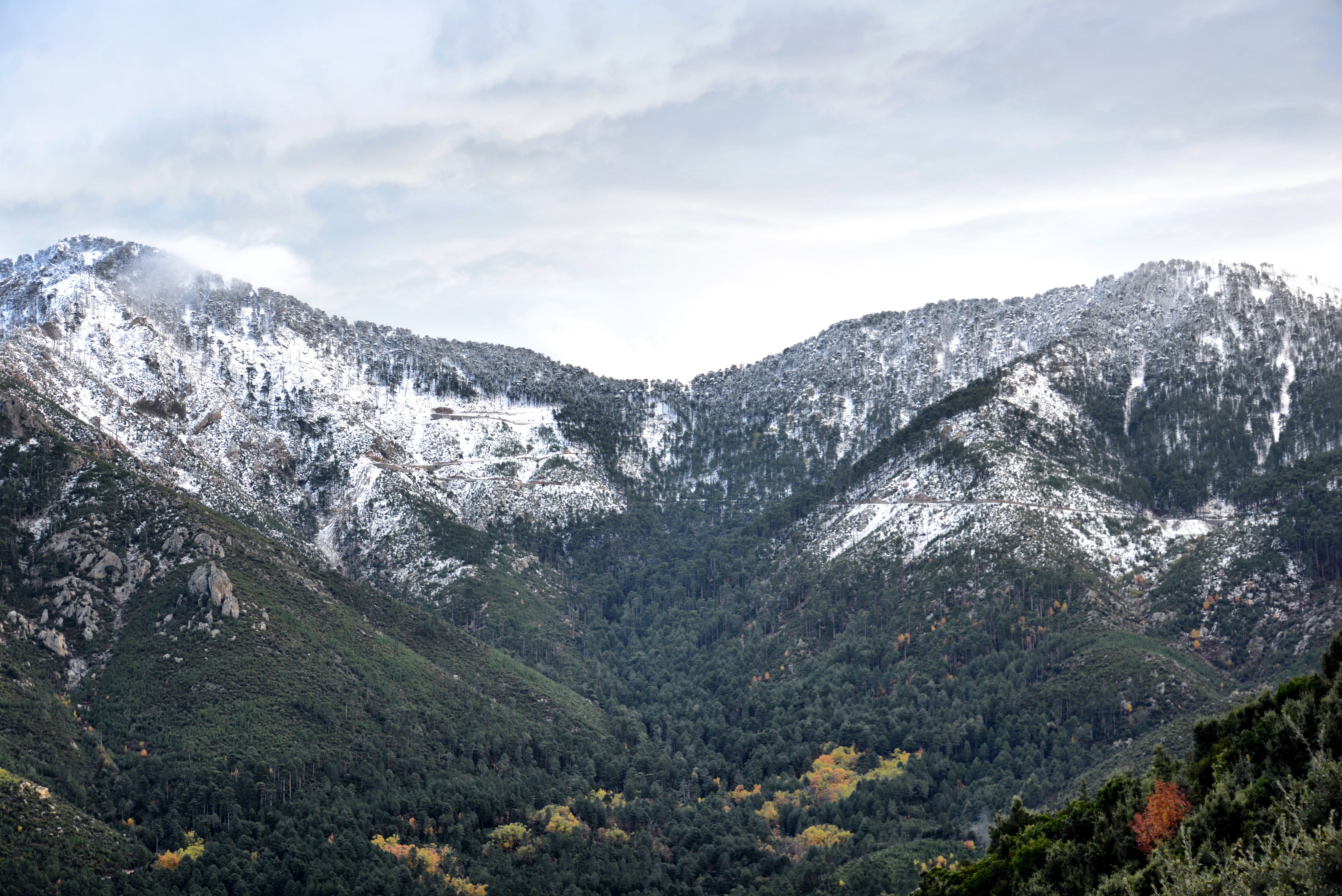
Col de Sorba.

La route D 69 est la seule route traversant le massif forestier. Démarrant depuis la RT 20 (ex-RN 193) au lieu-dit « le Chalet », elle relie Vivario à Ghisoni, et plus loin Ghisonaccia sur la RT 10 (ex-RN 198). Elle franchit la ligne de crête au col de Sorba (1 311 m), le deuxième plus haut de l'île après le col de Vergio.  
Des pistes forestières permettent d'y circuler, accessibles seulement qu'aux seules personnes autorisées (exploitation de la forêt, sa surveillance, lutte contre les incendies, etc.). Leur accès se fait par la route D 343.

## Histoire
Rospa-Sorba est une ancienne forêt royale.
À la suite des contentieux entre les communes et l'État auxquels les transactions Blondel du 1er août 1851 ont mis fin, une partie de Rospa Sorba fut attribuée aux quatre communes avoisinantes : Noceta, Rospigliani, Vezzani et Pietroso. Ont été ainsi créées les forêts communales de Noceta ou forêt de Padula, de Rospigliani, Vezzani et Pietroso, qui occupaient les parties basses de l'ancienne forêt royale et qui sont soumises au régime forestier par décret du 19 mai 1857.
La loi du 22 janvier 2002 transfère le domaine forestier privé de l'État à la Collectivité territoriale de Corse.
Les forêts soumises (forêts territoriales anciennes forêts domaniales, les forêts départementales et communales) sont les forêts publiques, soit celles qui relèvent du régime forestier.

## Patrimoine naturel
La forêt de Rospa-Sorba est un espace protégé, concernée par deux zones naturelles d'intérêt écologique, faunistique et floristique de 2e génération, et deux sites Natura 2000 :

### ZNIEFF
Forêt de Rospa-Sorba

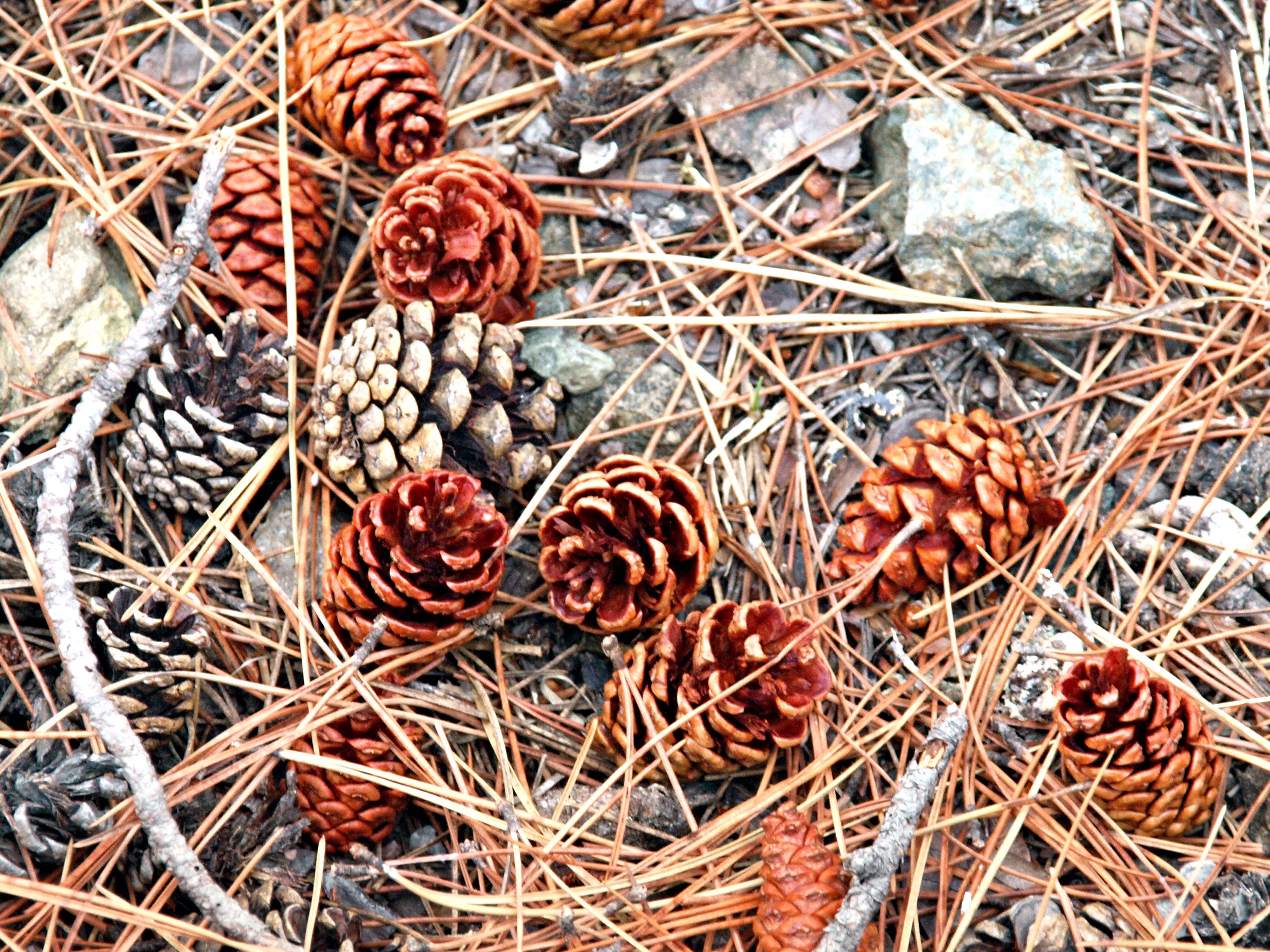
Pommes de pin laricio.

La ZNIEFF de 2e génération 940004216 - Forêt de Rospa-Sorba, d'une superficie de 2 190 ha située à l'est de Vivario, couvre les hauteurs de six communes : Muracciole, Noceta, Pietroso, Rospigliani, Vezzani et Vivario. 
Ce vaste massif forestier occupe les versants nord-est et nord-ouest d'une petite chaîne montagneuse, au nord du massif du Renoso.
L'essence principale est le Pin laricio de Corse, (u large, a largia en langue corse) avec un sous-bois de bruyère arborescente. Est également présent le pin maritime en mélange aux altitudes inférieures et sur les versants les mieux exposés. Le chêne vert couvre des secteurs rocheux. Dans le fond des vallons se développe l'aulne glutineux.
Sapinière du plateau de Caralba
La ZNIEFF de 2e génération 940004217 - Sapinière du plateau de Caralba, située au sud de la commune de Vezzani, à l'extrémité est de la forêt domaniale de Rospa Sorba, couvre une superficie de 88 ha. Elle n'est accessible que par la piste forestière qui passe par le col de Foce. 
Le site présente un intérêt pour la présence de deux espèces déterminantes : l'oiseau Sittelle corse (Sitta whiteheadi Sharpe, 1884), et la plante Buxbaumia viridis (Moug. ex Lam. & DC.) Brid. ex Moug. & Nestl.

### Natura 2000

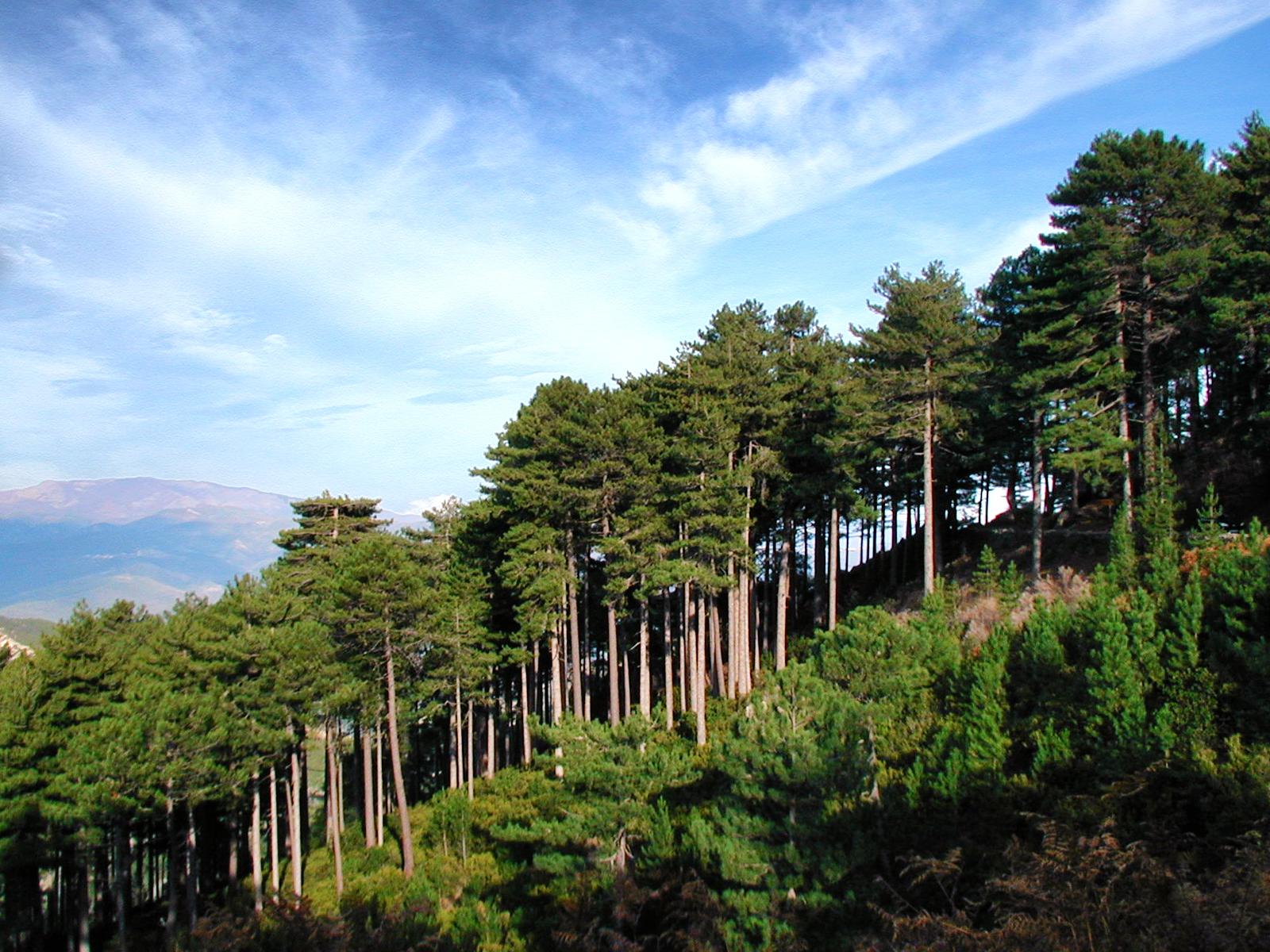
Pins laricio sur Rospigliani.

#### Site d'Intérêt Communautaire (Dir. Habitat)
Forêts territoriales de Corse
La forêt de Rospa-Sorba à peuplement presque pur de pin laricio de Corse (93 %), fait partie du SIC qui couvre une superficie totale de 13 223 ha.
Son intérêt réside en la présence de trois espèces d'oiseaux visés à l'Annexe I de la directive 79/409/CEE du Conseil :
- Aigle royal (Aquila chrysaetos (Linnaeus, 1758)),
- Autour des palombes (ssp. de Corse) (Accipiter gentilis arrigonii (Kleinschmidt, 1903)),
- Sittelle corse (Sitta whiteheadi Sharpe, 1884).

Ce site est inscrit à l'Inventaire national du patrimoine naturel sous la fiche FR9410113 - Forêts territoriales de Corse.

#### Zone de Protection Spéciale (Dir. Oiseaux)

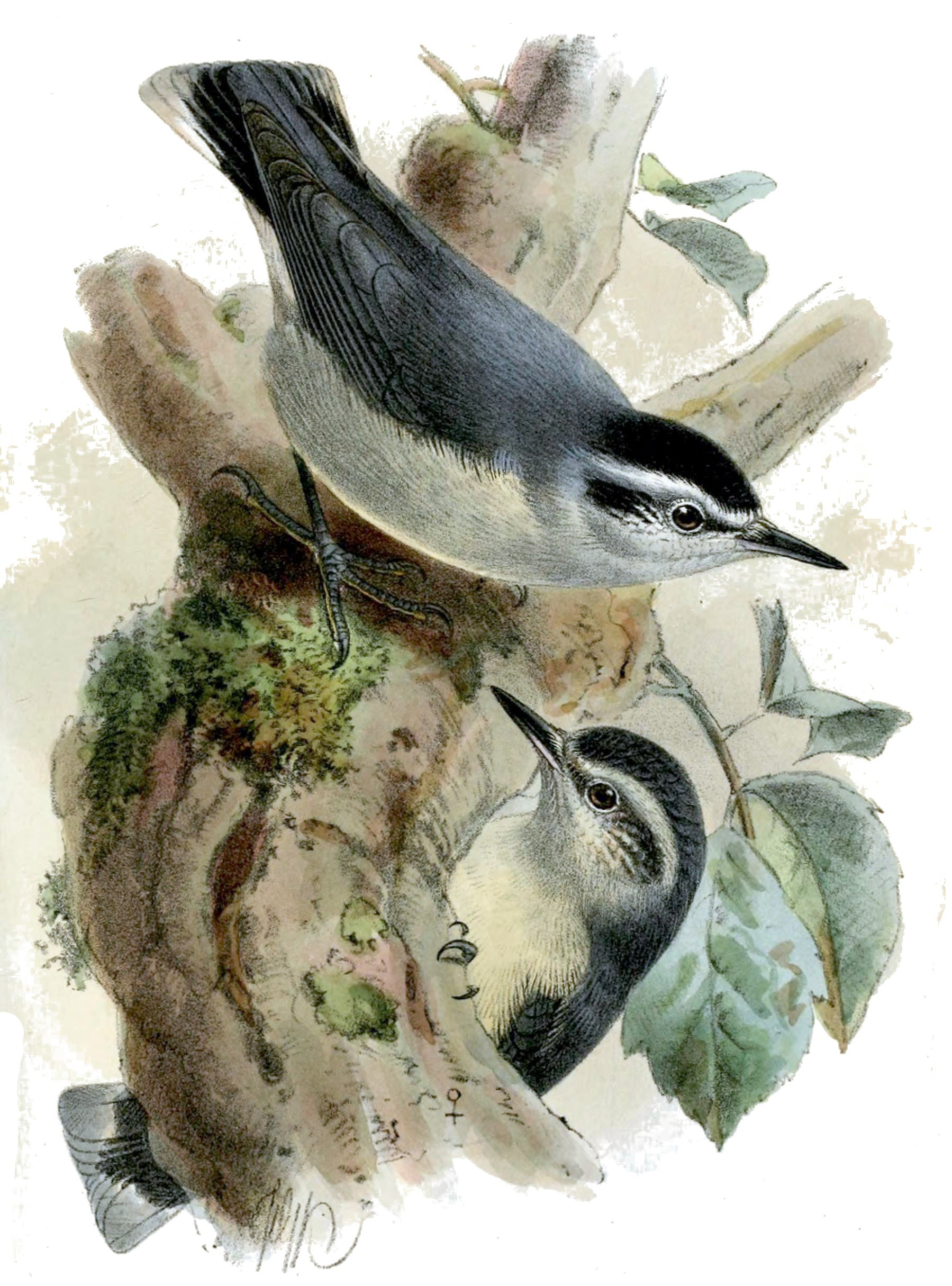
Sittelle corse.

Forêt Territoriale de Rospa-Sorba (partie sud-est)
La ZPS située sur la jonction de la Corse hercynienne et alpine, couvre une superficie de 238 ha. La forêt y est dans un état de conservation remarquable ; elle est un habitat prioritaire du Pin laricio de Corse. Le peuplement pur de Pins laricio représente 81 % du site, avec des arbres remarquables, aux troncs de gros diamètre.
Pour la présence de plusieurs espèces visées à l'Annexe II de la directive 92/43/CEE du Conseil (mammifères, amphibiens, invertébrés et plantes), cette ZPS est inscrite à l'Inventaire national du patrimoine naturel sous la fiche FR9402002 - Forêt Territoriale de Rospa-Sorba (partie sud-est).

## Gestion
La forêt de Rospa-Sorba ainsi que les forêts communales qui lui sont limitrophes, sont gérées par l'ONF. Son identifiant est F24242J.
La forêt a une vocation de production extensive de bois de Pin laricio.
Elle est divisée en séries. Les séries de production de bois sont distinguées en « Laricio et biodiversité » 233 ha, en « Exploitation difficile » 268 ha et en « Conservation des milieux » 95 ha. 42 ha sont en série de protection contre l’incendie.
Il est prévu une récolte de 1 777 m3 de bois  annuellement, dont 1 777 m3 de résineux.

## Essences
Les essences présentes dans la forêt de Rospa-Sorba sont :
- Pin laricio de Corse (93 %),
- Sapin pectiné (6 %),
- Aulne glutineux (1 %).

## Faune
La faune sauvage est remarquable avec l'Autour des palombes (Accipiter gentilis (Linnaeus, 1758)).
La zone comporte également 53 espèces intéressantes : faune (batraciens, mammifères, oiseaux) et flore (dont les trois espèces endémiques strictes Cistus creticus var. corsicus (Loisel.) Greuter, 1967, le Genêt de Corse (Genista corsica (Loisel.) DC., 1815) et le Peucédan de Corse (Peucedanum paniculatum Loisel., 1807).

## Dangers
La forêt de Rospa-Sorba est très vulnérable au feu. Ainsi la commune de Noceta avait vécu des heures tragiques en 1970 avec un important incendie qui avait détruit habitations et végétation. Depuis, plusieurs parcelles ont été reboisées et des pistes ouvertes dans le double but de lutte contre les incendies et d'exploitation forestière. 
Aussi, durant l'été 2000, la forêt de Rospa-Sorba a subi un sévère incendie. Le feu, parti de Muracciole, a parcouru 70 ha de la zone Natura 2000 (29 %). 28 ha soit 12 % de forêt de pin laricio, ont été très sévèrement touchés. Ce sinistre s'était propagé jusqu'à la forêt territoriale de Vizzavona.
De nos jours, des citernes d'eau sont disposées en des points stratégiques par l'ONF pour lutter contre les incendies.